# جوبية
الجُوبيّة (بالإنجليزية: Jumper جامبر)‏ هي فستان أو ثوب بلا أكمام أو ياقة، يُمكن أن تُلبس فوق البلوزة أو القميص أو الكنزة أو الفنيلة. في الإنجليزية البريطانية، يُطلق لفظ «جامبر» على الكنزة.
هناك أشكال مختلفة للجوبية، فالصيفية لا تلبس فوق لباس آخر مثل القمصان أو الكنزات، وهي مختلفة من حيث التصميم. كذلك تتنوع أطوال الجوبيات.

## التأثيل
تعود أصول مفردة «جامبر» الإنجليزية (Jumper) إلى مفردة «جُبّة» العربية.

## معرض صور

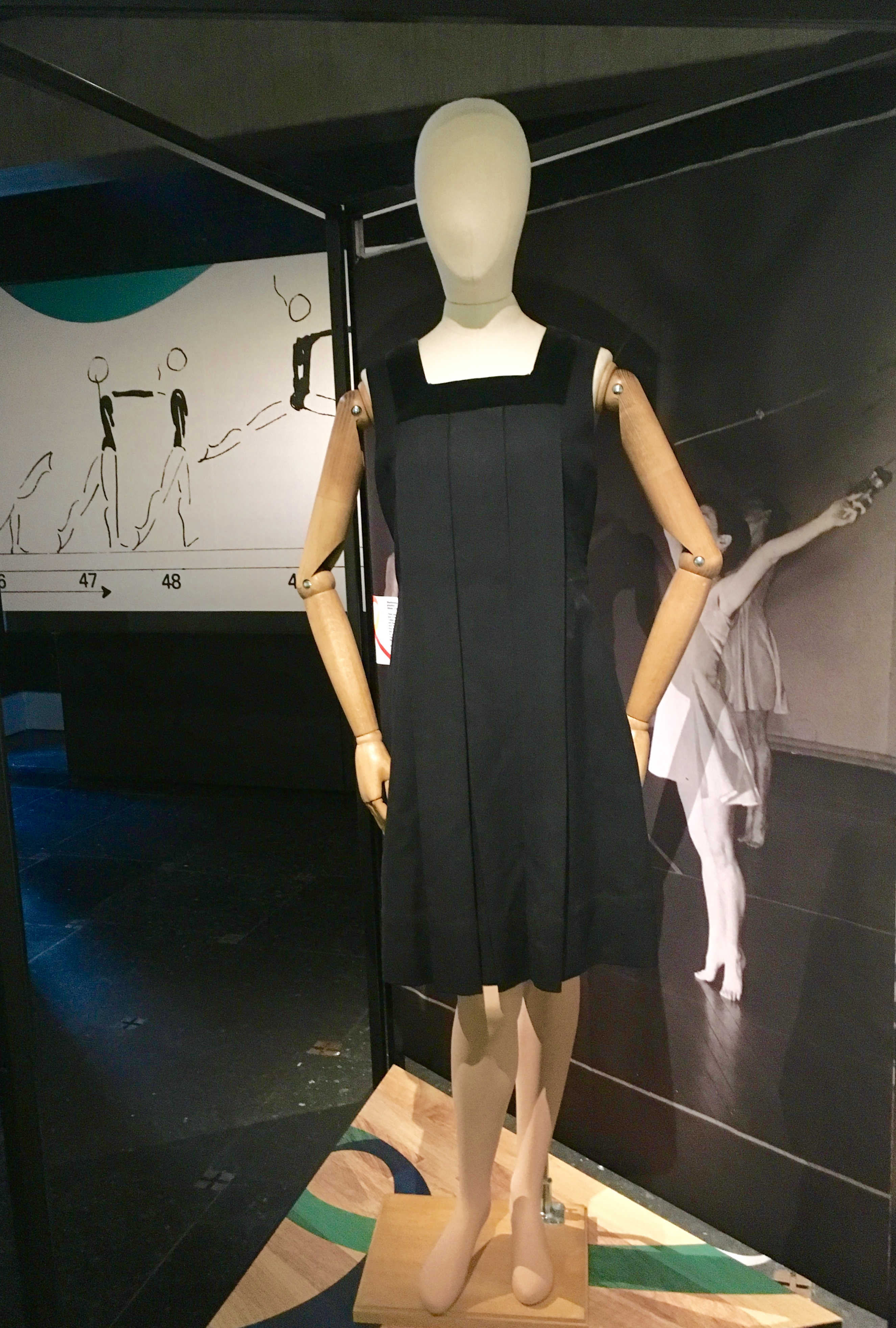
جوبية للسهرات.